# اولد آلابام (آرکانزاس)
اولد آلابام (به انگلیسی: Old Alabam) یک منطقهٔ مسکونی در ایالات متحده آمریکا است که در شهرستان مدیسون، آرکانزاس واقع شده‌است. اولد آلابام ۴۱۶٫۹۷ متر بالاتر از سطح دریا واقع شده‌است.